# Павлина Римская
Павлина (ум. ок. 302 года) — мученица Римская. День памяти — 6 июня.
Святая Павлина была дочерью святых Артемия и Кандиды Римских. Она была обращена в христианство святым Петром и крещена святым Марцеллином. Согласно преданию, была заживо погребена под грудой камней.